# Чанта (вилает Истанбул)
Чанта (на турски: Çanta; на гръцки: Τζαντώ, Дзанто) е село в Източна Тракия, Турция, Вилает Истанбул, Околия Силиврия. В близост до селото се намира и новооснован град със същото име и население от около 5000 души.

## География
Селото се намира западно от околийския център Силиврия.

## История
В XIX век Чанта е гръцко село в Цариградския вилает на Османската империя. През 1922 година след краха на Гърция в Гръцко-турската война жителите на Чанта се изселват в Гърция по силата на Лозанския договор. 83 семейства от Чанта са настанени в кукушкото село Ашиклар.